# 倉茂達徳
倉茂 達徳（くらしげ さとのり、1937年（昭和12年）7月5日 - 2013年（平成25年）3月21日）は、日本の医学者。群馬大学名誉教授、東京福祉大学元学長、医学博士。専門は微生物学、免疫学。

## 経歴
1937年（昭和12年）、栃木県に生まれる。1962年（昭和37年）、 群馬大学医学部を卒業し、1967年（昭和42年）、 群馬大学大学院医学研究科を修了。「細胞性免疫及び細胞抗体」により医学博士（群馬大学）を取得。群馬大学医学部講師、群馬大学医療技術短期大学部教授、群馬大学医学部教授を経て、2003年（平成15年）、東京福祉大学社会福祉学部教授・副学長に就任。2008年（平成20年）から2009年（平成21年）まで東京福祉大学学長となる。その後は高崎健康福祉大学保健医療学部長を務めた。
学外では、特定非営利活動法人健康開発地域交流会理事長、一般社団法人全国予防医学推進協議会会長を歴任した。

## 著書
- 『長寿食・シイタケの驚くべき薬効』、ハート出版、1993年　ISBN 978-4892953224
- 『図解免疫学』（共訳書）、西村書店、1990年　ISBN 978-4890131358
- 『ライフサイエンスにおける免疫とワクチン』（共著）、共立出版、1986年　ISBN 978-4320053137
- 『免疫学叢書  6 (免疫グロブリン)』（共著）、医学書院、1970年